# A Vida da Gente
A Vida da Gente é uma telenovela brasileira produzida e exibida pela TV Globo de 26 de setembro de 2011 a 2 de março de 2012, em 137 capítulos. Foi a 78ª "novela das seis" exibida pela emissora, substituiu Cordel Encantado e foi substituída por Amor Eterno Amor.
Escrita por Lícia Manzo, com colaboração de Marcos Bernstein, Álvaro Ramos, Carlos Gregório, Giovana Moraes, Marta Góes, Tati Bernardi, Daniel Adjafre e Dora Castellar, teve direção de Teresa Lampreia, Adriano Melo, Luciano Sabino e Leonardo Nogueira. A direção geral foi de Fabrício Mamberti e Jayme Monjardim (este último também diretor de núcleo).
Contou com Fernanda Vasconcellos, Marjorie Estiano, Rafael Cardoso, Thiago Lacerda, Paulo Betti, Regiane Alves, Maria Eduarda de Carvalho, Nicette Bruno e Ana Beatriz Nogueira nos papéis principais.

## Enredo
Ana (Fernanda Vasconcellos) e Manuela (Marjorie Estiano) são duas irmãs que, apesar de possuírem personalidades e temperamentos distintos, são extremamente próximas e solidárias durante os momentos desafiadores. Ana é uma talentosa tenista, promissora na carreira profissional, sendo o orgulho da mãe, Eva (Ana Beatriz Nogueira), uma mulher narcisista, manipuladora e calculista que a exibe como um troféu. Enquanto isso, Manuela sempre foi rejeitada e desprezada pela mãe por possuir um pequeno defeito físico nas pernas, crescendo sob a sombra da irmã prodígio, sua única amiga e confidente. Paralelamente, Eva mantém um casamento de aparências com o rico empresário Jonas (Paulo Betti), um homem que só vive focado no trabalho e não dá atenção e carinho para a esposa e os filhos, o tímido Rodrigo (Rafael Cardoso) e a rebelde Nanda (Maria Eduarda de Carvalho), frutos de seu primeiro casamento. Ana e Manuela passam a conviver com os irmãos de criação, porém, em meio de um passeio ecológico, Ana e Rodrigo percebem que são perdidamente apaixonados e se entregam um ao outro. Pelas circunstâncias, Jonas e Eva são contra o romance dos filhos, que passam a se encontrar em segredo, mas a relação não resiste por muito tempo às interferências de seus pais, e os dois acabam se separando. Um mês depois, Ana descobre estar grávida de Rodrigo, porém antes de revelar a notícia ao amado, Ana é pressionada por Eva em esconder a gravidez, pois ela teme que com a chegada do bebê, sua filha tenha de abandonar a promissora carreira de tenista, já que a jovem é quem garante o sustento da família por meio dos contratos publicitários. Após muitas pressões, Ana resolve seguir o plano da mãe e viaja para a Argentina, onde dá à luz uma menina, Júlia (Jesuela Moro).
Após retornar para Porto Alegre, Ana e sua irmã Manuela decidem abandonar a casa da mãe para criarem a menina na casa da avó materna, a doce e bondosa Iná (Nicette Bruno), porém durante o trajeto, as três sofrem um terrível acidente de carro numa rodovia, onde o veículo capota e afunda em um rio. Manuela consegue se salvar, trazendo consigo a sobrinha, mas Ana, socorrida algum tempo depois, entra em um coma profundo e, segundo os médicos, talvez irreversível. Manuela revela a Rodrigo a grave situação que Ana se encontrava e que ela teve uma filha com ele, porém sua atitude não agrada Eva, que joga toda a culpa na jovem pelo acidente. Rodrigo se desespera ao saber que provavelmente Ana não acordará mais, mas decide assumir a paternidade da menina, contando com o apoio de Manuela. Com o tempo, Manuela e Rodrigo se apaixonam e se casam, constituindo uma família ao lado de Júlia.
Cinco anos depois, Manuela e Rodrigo continuam casados e criando a menina Júlia, que considera a tia como sua "mãe". Ao longo dos anos, Manuela se mostrou uma mulher forte e batalhadora, levantando a família com seus talentos culinários e criando um pequeno empreendimento de confeitaria, enquanto Rodrigo se formou em arquitetura. Tudo parece se encaminhar, até que, contrariando as expectativas médicas, Ana desperta de seu coma e vê sua vida totalmente modificada. Manuela, ao mesmo tempo que se alegra com o retorno da irmã, sente-se atormentada pela culpa e pelo medo de perder a vida que construiu ao lado de Rodrigo, que se mostra visivelmente abalado com o retorno de seu primeiro amor. Desnorteada com as mudanças e perdas, Ana decide conquistar o amor de Júlia e ignorar os sentimentos ainda vivos que nutre por Rodrigo que, por sua vez, sente-se dividido entre o amor construído por Manuela e seu amor não vivido com Ana. Ana descobrirá em seu neurologista, Lúcio (Thiago Lacerda), a possibilidade de viver uma nova história e o médico disputará com Rodrigo o amor de Ana. Os sentimentos mal resolvidos entre Rodrigo e Ana e as intrigas de Eva geram conflitos entre as irmãs Ana e Manuela, mas uma repentina enfermidade da pequena Júlia acaba unindo todos e contribui para definir quais relações sentimentais são sólidas e têm futuro.
Além da trama principal, outras histórias caminham em segundo plano. Uma delas é a de Lourenço (Leonardo Medeiros), um professor universitário e escritor que, diferente do seu irmão Jonas, não tem uma carreira de sucesso, por isso sofre seu desprezo e não nutre uma boa relação. Lourenço é casado com Celina (Leona Cavalli), uma médica pediatra que tem o sonho de ser mãe, porém se vê impedida de realizá-lo pois seu marido não se sente à vontade para ter um filho sem ter uma carreira estabilizada. Após diversos conflitos, o casal se divorcia após Lourenço aceitar um proposta de Jonas em doar seu sêmen em troca de um milhão de reais para realizar o sonho de sua nova cunhada, Cris (Regiane Alves), em ser mãe, já que Jonas é vasectomizado. Vitória (Gisele Fróes), treinadora de Ana, é uma mulher fria, ambiciosa e determinada, e melhor amiga de Eva. Casada com Marcos (Ângelo Antônio), ela mantém uma relação conflituosa com o mesmo, pois ele é formado em direito e não exerce a profissão por não ter sido aprovado no exame da Ordem dos Advogados do Brasil, sendo responsável por cuidar do lar e das filhas Sofia (Alice Wegmann) e Bárbara (Pietra Pan), enquanto Vitória é responsável por trabalhar e pagar as contas da casa. Entretanto, Vitória acusa Marcos de ter uma vida preguiçosa e muitas vezes humilha o marido até mesmo na frente das filhas Sofia e Bárbara, além de não ser uma mãe compreensiva com as meninas. Marcos conhece Dora (Malu Galli), uma mulher que vive os mesmos conflitos que ele no casamento, cujo marido não dá atenção às filhas e só pensa no trabalho. Eles acabam se apaixonando, e ele pede o divórcio a Vitória. Porém, na mesma época, o marido de Dora recebe uma oferta em Brasília e ela decide acompanhá-lo para não traumatizar sua filha com tantas mudanças.
Vitória também é mãe biológica de Alice (Sthefany Brito), melhor amiga de Ana e Manuela, uma jovem doce e de bom caráter, que foi criada por Suzana (Daniela Escobar) e Cícero (Marcello Airoldi), em um lar bem estruturado. Alice se decepciona ao buscar seus pais biológicos, descobrindo que sua mãe é uma pessoa rancorosa e sendo enganada por um homem que finge ser seu pai. Alice é a companheira mais fiel de Manuela após Ana sofrer o acidente.
No final, Rodrigo e Ana percebem que chegou ao fim sua história de amor que construíram ao longo dos anos. Rodrigo volta para Manuela e Ana encontra em Lúcio um novo amor. Felizes os quatro criam juntos a pequena Júlia.

## Exibição

### Reprise
Foi reexibida na íntegra de 1° de março a 6 de agosto de 2021, substituindo a edição especial de Flor do Caribe, já que a novela inédita Nos Tempos do Imperador precisou ser novamente adiada por questões de produção devido à pandemia de COVID-19. A reexibição, no entanto, difere das demais tramas que a Globo escolheu para retornarem em 2020 por não ser uma "edição especial", aproveitando este período de exibição para adiantar todo o trabalho com a trama inédita que virá na sequência.

### Classificação indicativa
Inicialmente a trama foi exibida com classificação livre. Mas o Ministério da Justiça interveio e, a partir de 25 de novembro de 2011, a história passou a ser exibida como "Não recomendável para menores de 10 anos". A justificativa da ação se dá pela angústia, havendo cenas de discussões ríspidas entre personagens, inclusive intrafamiliares, que poderiam ser perturbadoras para crianças. Em 18 de outubro, a Globo já tinha sido advertida, mas recorreu da decisão poucos dias depois.[carece de fontes?]

### Outras Mídias
Em 15 de janeiro de 2021, foi atualizada pelo Globoplay como parte do Projeto Originalidade, com a atualização para o formato de exibição original; com o formato de imagem restaurado em Full HD, além de aberturas, vinhetas de intervalo e encerramento originais.

### Exibição internacional

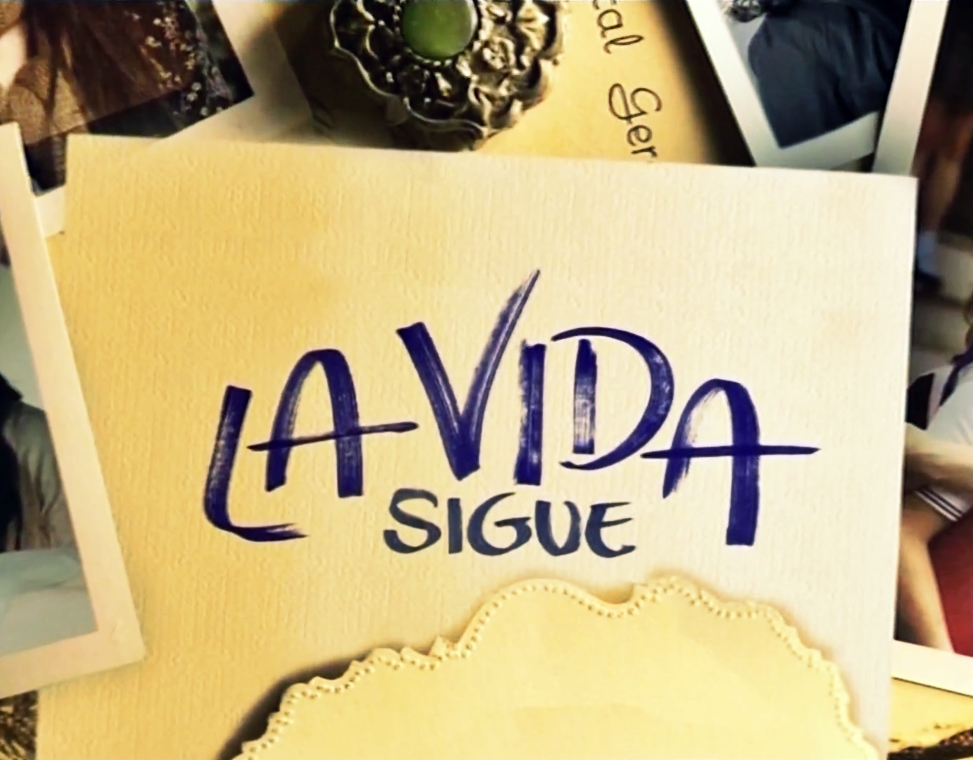
Logotipo usado na versão hispânica da novela.

A telenovela já foi licenciada para 132 países, se tornando a terceira mais exportada da TV Globo atrás apenas de Avenida Brasil e Caminho das Índias, e ultrapassando sucessos como Da Cor do Pecado, Escrava Isaura e O Clone. Seu êxito em novos mercados chegou a ser noticiado pelo site norte-americano Variety. No Uruguai, a trama foi líder das 19h na Teledoce, uma faixa de horário bastante competitiva no país. E no Equador, ‘A Vida da Gente’ obteve 26% de média de participação, sendo líder de audiência do canal. A Europa também se rendeu à bela produção. Em Portugal, no canal básico da Globo, a trama foi um dos programas mais assistidos da TV a cabo no país. A novela também teve seus direitos de exibição adquiridos pelo canal Fox (Holanda), MundoFox (Estados Unidos hispânico), TDM (Macau), VIVA Plus (Israel), entre outros.
A cativante novela da Globo ‘A Vida da Gente’, que estreou em 11 de agosto no canal FOX da Holanda, mostra mais uma vez que tem elementos para comover audiências ao redor do mundo. Na segunda semana no ar a novela elevou em 110% o número de viewers da faixa das 14h em comparação à semana anterior à estreia.
| País                           | Canal           | Título local          | Estreia                 | Final                    | Horário semanal   | Hora    | Ref           |
| ------------------------------ | --------------- | --------------------- | ----------------------- | ------------------------ | ----------------- | ------- | ------------- |
| Brasil                         | TV Globo        | A Vida da Gente       | 26 de setembro de 2011  | 2 de março de 2012       | Segunda a Sábado  | 18:15   | [ 31 ]        |
| São Tomé e Príncipe            | TVS             | A Vida da Gente       | 3 de outubro de 2011    | 9 de março de 2012       | Segunda a Sábado  | 15:30   | —             |
| Equador                        | Ecuavisa        | La Vida Sigue         | 2 de abril de 2013      | 11 de junho de 2013      | Segunda a Sexta   | 20:45   | [ 32 ]        |
| Uruguai                        | Teledoce        | La Vida Sigue         | 15 de abril de 2013     | 26 de julho de 2013      | Segunda a Sexta   | 19:00   | [ 33 ]        |
| Chile                          | Canal 13        | La Vida Sigue         | 29 de maio de 2013      | 24 de julho de 2013      | Segunda a Sexta   | 14:301  | [ 34 ]        |
| Portugal                       | Globo Portugal  | A Vida da Gente       | 14 de julho de 2013     | 26 de outubro de 2013    | Segunda a Domingo | 20:00   | [ 35 ]        |
| Ucrânia                        | Telekritika     | Життя, як воно є      | 12 de agosto de 2013    | 14 de agosto de 20132    | Segunda a Sexta   | 17:15   | [ 36 ]        |
| Arménia                        | Armenia 1       | Կյանքը շարունակվում է | 30 de setembro de 2013  | 10 de janeiro de 2014    | Segunda a Sexta   | 19:30   | [ 37 ]        |
| Costa Rica                     | Teletica        | La Vida Sigue         | 30 de setembro de 2013  | 10 de janeiro de 2014    | Segunda a Sexta   | 13:30   | [ 38 ]        |
| El Salvador                    | TCS Canal 4     | La Vida Sigue         | 28 de outubro de 2013   | 7 de fevereiro de 2014   | Segunda a Sexta   | 13:00   | [ 39 ]        |
| Peru                           | ATV             | La Vida Sigue         | 29 de outubro de 2013   | 4 de fevereiro de 2014   | Segunda a Sexta   | 21:00   | [ 40 ]        |
| Marrocos                       | 2M Monde        | Ana Wa Okhti          | 11 de novembro de 2013  | 21 de fevereiro de 2014  | Segunda a Sexta   | 13:15   | [ 41 ]        |
| Estados Unidos                 | MundoFox        | La Vida Sigue         | 9 de dezembro de 2013   | 17 de março de 2014      | Segunda a Sexta   | 20:00   | [ 42 ]        |
| Porto Rico                     | MundoFox        | La Vida Sigue         | 10 de dezembro de 2013  | 18 de março de 2014      | Segunda a Sexta   | 21:0015 | [ 42 ]        |
| Coreia do Sul                  | TeleNovela      | 진실한 사랑           | 16 de janeiro de 2014   | 11 de setembro de 2014   | Quinta            | 18:003  | —             |
| Guatemala                      | Guatevisión     | La Vida Sigue         | 20 de janeiro de 2014   | 1 de maio de 2014        | Segunda a Sexta   | 14:00   | [ 43 ]        |
| Venezuela                      | Venevisión+Plus | La Vida Sigue         | 20 de janeiro de 2014   | 28 de abril de 2014      | Segunda a Sexta   | 19:004  | [ 44 ]        |
| Paraguai                       | Paravisión      | La Vida Sigue         | 24 de fevereiro de 2014 | 30 de maio de 2014       | Segunda a Sexta   | 20:00   | —             |
| Hungria                        | M1              | Az élet megy tovább   | 23 de abril de 2014     | 19 de agosto de 2014     | Segunda a Sexta   | 15:30   | [ 45 ]        |
| China                          | Canal Macau     | A Vida da Gente       | 7 de maio de 2014       | 12 de agosto de 2014     | Segunda a Sexta   | 22:15   | [ 46 ]        |
| Sérvia                         | Happy TV        | Život teče dalje      | 9 de junho de 2014      | 12 de setembro de 2014   | Segunda a Sexta   | 18:15   | [ 47 ]        |
| Panamá                         | TVN-2           | La Vida Sigue         | 10 de junho de 2014     | 30 de agosto de 2014     | Terça a Sábado    | 00:005  | —             |
| Israel                         | Viva            | בזמן שישנת            | 7 de julho de 2014      | 12 de outubro de 2014    | Domingo a Quinta  | 21:30   | [ 48 ]        |
| Canadá                         | Univision       | La Vida Sigue         | 14 de julho de 2014     | 1 de setembro de 2014    | Segunda a Sexta   | 19:00   | [ 49 ]        |
| França                         | RFO6            | Une vie volée         | 28 de julho de 2014     | 31 de outubro de 2014    | Segunda a Sexta   | 17:30   | [ 50 ]        |
| Países Baixos                  | Fox             | The Life We Lead      | 11 de agosto de 2014    | 14 de novembro de 2014   | Segunda a Sexta   | 14:00   | [ 51 ]        |
| Nicarágua                      | Canal 4         | La Vida Sigue         | 11 de agosto de 2014    | 14 de novembro de 2014   | Segunda a Sexta   | 21:00   | [ 52 ]        |
| Filipinas                      | ABS-CBN         | Ana Manuela           | 18 de agosto de 2014    | 19 de setembro de 2014   | Segunda a Sexta   | 14:457  | [ 53 ]        |
| Indonésia                      | Kompas TV       | The Life We Lead      | 25 de agosto de 2014    | 28 de novembro de 2014   | Segunda a Sexta   | 09:00   | [ 54 ]        |
| Argentina                      | Telefe          | La Vida Sigue         | 25 de agosto de 2014    | 28 de novembro de 2014   | Segunda a Sexta   | 15:15   | [ 55 ]        |
| Estados Unidos                 | MundoFox        | La Vida Sigue         | 15 de setembro de 2014  | 19 de dezembro de 2014   | Segunda a Sexta   | 13:00   | [ 56 ]        |
| Porto Rico                     | MundoFox        | La Vida Sigue         | 15 de setembro de 2014  | 19 de dezembro de 2014   | Segunda a Sexta   | 13:0016 | [ 56 ]        |
| Argentina                      | Canal 9         | La Vida Sigue         | 25 de setembro de 2014  | 13 de fevereiro de 2015  | Segunda a Sexta   | 14:0011 | [ 57 ]        |
| Suécia                         | SVT2            | Kärlek och svek       | 6 de outubro de 2014    | 8 de maio de 2015        | Segunda a Sexta   | 19:30   | [ 58 ]        |
| República Dominicana           | Tele Antillas   | La Vida Sigue         | 5 de janeiro de 2015    | 17 de abril de 2015      | Segunda a Sexta   | 14:00   | [ 59 ]        |
| Honduras                       | VTV             | La Vida Sigue         | 18 de fevereiro de 2015 | 2 de junho de 2015       | Segunda a Sexta   | 20:00   | [ 60 ]        |
| Colômbia                       | RCN             | La Vida Sigue         | 13 de abril de 2015     | 21 de julho de 2015      | Segunda a Sexta   | 16:008  | [ 61 ]        |
| Venezuela                      | Televen         | La Vida Sigue         | 3 de junho de 2015      | 14 de setembro de 2015   | Segunda a Sábado  | 21:00   | [ 62 ]        |
| Gana                           | Nina TV         | The Life We Lead      | 27 de julho de 2015     | 30 de outubro de 2015    | Segunda a Sexta   | 20:00   | [ 63 ]        |
| Libéria                        | Nina TV         | The Life We Lead      | 27 de julho de 2015     | 30 de outubro de 2015    | Segunda a Sexta   | 20:00   | [ 63 ]        |
| Serra Leoa                     | Nina TV         | The Life We Lead      | 27 de julho de 2015     | 30 de outubro de 2015    | Segunda a Sexta   | 20:00   | [ 63 ]        |
| Namíbia                        | Nina TV         | The Life We Lead      | 27 de julho de 2015     | 30 de outubro de 2015    | Segunda a Sexta   | 21:0013 | [ 63 ]        |
| Nigéria                        | Nina TV         | The Life We Lead      | 27 de julho de 2015     | 30 de outubro de 2015    | Segunda a Sexta   | 21:00   | [ 63 ]        |
| Botsuana                       | Nina TV         | The Life We Lead      | 27 de julho de 2015     | 30 de outubro de 2015    | Segunda a Sexta   | 22:00   | [ 63 ]        |
| Lesoto                         | Nina TV         | The Life We Lead      | 27 de julho de 2015     | 30 de outubro de 2015    | Segunda a Sexta   | 22:00   | [ 63 ]        |
| Malawi                         | Nina TV         | The Life We Lead      | 27 de julho de 2015     | 30 de outubro de 2015    | Segunda a Sexta   | 22:00   | [ 63 ]        |
| Essuatíni                      | Nina TV         | The Life We Lead      | 27 de julho de 2015     | 30 de outubro de 2015    | Segunda a Sexta   | 22:00   | [ 63 ]        |
| África do Sul                  | Nina TV         | The Life We Lead      | 27 de julho de 2015     | 30 de outubro de 2015    | Segunda a Sexta   | 22:00   | [ 63 ]        |
| Zâmbia                         | Nina TV         | The Life We Lead      | 27 de julho de 2015     | 30 de outubro de 2015    | Segunda a Sexta   | 22:00   | [ 63 ]        |
| Zimbabwe                       | Nina TV         | The Life We Lead      | 27 de julho de 2015     | 30 de outubro de 2015    | Segunda a Sexta   | 22:00   | [ 63 ]        |
| Quénia                         | Nina TV         | The Life We Lead      | 27 de julho de 2015     | 30 de outubro de 2015    | Segunda a Sexta   | 23:00   | [ 63 ]        |
| Sudão                          | Nina TV         | The Life We Lead      | 27 de julho de 2015     | 30 de outubro de 2015    | Segunda a Sexta   | 23:00   | [ 63 ]        |
| Sudão do Sul                   | Nina TV         | The Life We Lead      | 27 de julho de 2015     | 30 de outubro de 2015    | Segunda a Sexta   | 23:00   | [ 63 ]        |
| Tanzânia                       | Nina TV         | The Life We Lead      | 27 de julho de 2015     | 30 de outubro de 2015    | Segunda a Sexta   | 23:00   | [ 63 ]        |
| Uganda                         | Nina TV         | The Life We Lead      | 27 de julho de 2015     | 30 de outubro de 2015    | Segunda a Sexta   | 23:00   | [ 63 ]        |
| Honduras                       | Pasiones        | La Vida Sigue         | 12 de outubro de 2015   | 26 de janeiro de 2016    | Segunda a Sexta   | 16:009  | [ 64 ]        |
| Costa Rica                     | Pasiones        | La Vida Sigue         | 12 de outubro de 2015   | 26 de janeiro de 2016    | Segunda a Sexta   | 16:009  | [ 64 ]        |
| Guatemala                      | Pasiones        | La Vida Sigue         | 12 de outubro de 2015   | 26 de janeiro de 2016    | Segunda a Sexta   | 16:009  | [ 64 ]        |
| El Salvador                    | Pasiones        | La Vida Sigue         | 12 de outubro de 2015   | 26 de janeiro de 2016    | Segunda a Sexta   | 16:009  | [ 64 ]        |
| México                         | Pasiones        | La Vida Sigue         | 12 de outubro de 2015   | 26 de janeiro de 2016    | Segunda a Sexta   | 17:0010 | [ 64 ]        |
| Peru                           | Pasiones        | La Vida Sigue         | 12 de outubro de 2015   | 26 de janeiro de 2016    | Segunda a Sexta   | 17:0010 | [ 64 ]        |
| Equador                        | Pasiones        | La Vida Sigue         | 12 de outubro de 2015   | 26 de janeiro de 2016    | Segunda a Sexta   | 17:0010 | [ 64 ]        |
| Colômbia                       | Pasiones        | La Vida Sigue         | 12 de outubro de 2015   | 26 de janeiro de 2016    | Segunda a Sexta   | 17:0010 | [ 64 ]        |
| Venezuela                      | Pasiones        | La Vida Sigue         | 12 de outubro de 2015   | 30 de novembro de 201512 | Segunda a Sexta   | 17:309  | [ 64 ]        |
| Bolívia                        | Pasiones        | La Vida Sigue         | 12 de outubro de 2015   | 26 de janeiro de 2016    | Segunda a Sexta   | 18:009  | [ 64 ]        |
| Paraguai                       | Pasiones        | La Vida Sigue         | 12 de outubro de 2015   | 26 de janeiro de 2016    | Segunda a Sexta   | 19:009  | [ 64 ]        |
| Chile                          | Pasiones        | La Vida Sigue         | 12 de outubro de 2015   | 26 de janeiro de 2016    | Segunda a Sexta   | 19:009  | [ 64 ]        |
| Argentina                      | Pasiones        | La Vida Sigue         | 12 de outubro de 2015   | 26 de janeiro de 2016    | Segunda a Sexta   | 19:009  | [ 64 ]        |
| Uruguai                        | Pasiones        | La Vida Sigue         | 12 de outubro de 2015   | 26 de janeiro de 2016    | Segunda a Sexta   | 19:009  | [ 64 ]        |
| =Emirados Árabes Unidos        | Abu Dhabi TV    | هروبي إليه            | 20 de outubro de 2015   | 12 de janeiro de 2016    | Segunda a Domingo | 00:30   | [ 65 ]        |
| Nigéria                        | Galaxy TV       | The Life We Lead      | 26 de outubro de 2015   | 5 de fevereiro de 2016   | Segunda a Sexta   | 15:00   | —             |
| México                         | Azteca Trece    | La Vida Sigue         | 25 de janeiro de 2016   | 15 de abril de 2016      | Segunda a Sexta   | 16:00   | [ 66 ]        |
| Estados Unidos                 | Pasiones        | La Vida Sigue         | 6 de abril de 2016      | 15 de julho de 2016      | Segunda a Sexta   | 18:0014 | [ 67 ]        |
| Porto Rico                     | Pasiones        | La Vida Sigue         | 6 de abril de 2016      | 15 de julho de 2016      | Segunda a Sexta   | 18:0014 | [ 67 ]        |
| Montenegro                     | TV Vijesti      | Život teče dalje      | 11 de julho de 2016     | 14 de outubro de 2016    | Segunda a Sexta   | 19:1017 | [ 68 ] [ 69 ] |
| Cuba                           | Cubavisión      | La Vida Sigue         | 25 de julho de 2016     | 2 de novembro de 2016    | Segunda a Sexta   | 06:00   | —             |
| Hungria                        | M2              | Az élet megy tovább   | 22 de agosto de 2016    | 25 de novembro de 2016   | Segunda a Sexta   | 20:00   | —             |
| Burquina Fasso                 | Nina TV         | Une vie volée         | 15 de setembro de 2016  | 21 de dezembro de 2016   | Segunda a Sexta   | 18:10   | [ 70 ]        |
| Costa do Marfim                | Nina TV         | Une vie volée         | 15 de setembro de 2016  | 21 de dezembro de 2016   | Segunda a Sexta   | 18:10   | [ 70 ]        |
| Guiné                          | Nina TV         | Une vie volée         | 15 de setembro de 2016  | 21 de dezembro de 2016   | Segunda a Sexta   | 18:10   | [ 70 ]        |
| Mali                           | Nina TV         | Une vie volée         | 15 de setembro de 2016  | 21 de dezembro de 2016   | Segunda a Sexta   | 18:10   | [ 70 ]        |
| Senegal                        | Nina TV         | Une vie volée         | 15 de setembro de 2016  | 21 de dezembro de 2016   | Segunda a Sexta   | 18:10   | [ 70 ]        |
| Togo                           | Nina TV         | Une vie volée         | 15 de setembro de 2016  | 21 de dezembro de 2016   | Segunda a Sexta   | 18:10   | [ 70 ]        |
| Benim                          | Nina TV         | Une vie volée         | 15 de setembro de 2016  | 21 de dezembro de 2016   | Segunda a Sexta   | 19:10   | [ 70 ]        |
| Camarões                       | Nina TV         | Une vie volée         | 15 de setembro de 2016  | 21 de dezembro de 2016   | Segunda a Sexta   | 19:10   | [ 70 ]        |
| República Centro-Africana      | Nina TV         | Une vie volée         | 15 de setembro de 2016  | 21 de dezembro de 2016   | Segunda a Sexta   | 19:10   | [ 70 ]        |
| Chade                          | Nina TV         | Une vie volée         | 15 de setembro de 2016  | 21 de dezembro de 2016   | Segunda a Sexta   | 19:10   | [ 70 ]        |
| República Democrática do Congo | Nina TV         | Une vie volée         | 15 de setembro de 2016  | 21 de dezembro de 2016   | Segunda a Sexta   | 19:10   | [ 70 ]        |
| Congo                          | Nina TV         | Une vie volée         | 15 de setembro de 2016  | 21 de dezembro de 2016   | Segunda a Sexta   | 19:10   | [ 70 ]        |
| Guiné Equatorial               | Nina TV         | Une vie volée         | 15 de setembro de 2016  | 21 de dezembro de 2016   | Segunda a Sexta   | 19:10   | [ 70 ]        |
| Níger                          | Nina TV         | Une vie volée         | 15 de setembro de 2016  | 21 de dezembro de 2016   | Segunda a Sexta   | 19:10   | [ 70 ]        |
| Burundi                        | Nina TV         | Une vie volée         | 15 de setembro de 2016  | 21 de dezembro de 2016   | Segunda a Sexta   | 20:10   | [ 70 ]        |
| Gabão                          | Nina TV         | Une vie volée         | 15 de setembro de 2016  | 21 de dezembro de 2016   | Segunda a Sexta   | 20:10   | [ 70 ]        |
| Ruanda                         | Nina TV         | Une vie volée         | 15 de setembro de 2016  | 21 de dezembro de 2016   | Segunda a Sexta   | 20:10   | [ 70 ]        |
| Comores                        | Nina TV         | Une vie volée         | 15 de setembro de 2016  | 21 de dezembro de 2016   | Segunda a Sexta   | 21:10   | [ 70 ]        |
| Djibouti                       | Nina TV         | Une vie volée         | 15 de setembro de 2016  | 21 de dezembro de 2016   | Segunda a Sexta   | 21:10   | [ 70 ]        |
| Madagáscar                     | Nina TV         | Une vie volée         | 15 de setembro de 2016  | 21 de dezembro de 2016   | Segunda a Sexta   | 21:10   | [ 70 ]        |
| Maurícia                       | Nina TV         | Une vie volée         | 15 de setembro de 2016  | 21 de dezembro de 2016   | Segunda a Sexta   | 22:10   | [ 70 ]        |
| Seicheles                      | Nina TV         | Une vie volée         | 15 de setembro de 2016  | 21 de dezembro de 2016   | Segunda a Sexta   | 22:10   | [ 70 ]        |
| Croácia                        | HRT 1           | Život teče dalje      | 27 de outubro de 2016   | 2 de fevereiro de 2017   | Segunda a Sexta   | 12:25   | [ 71 ]        |
| Gana                           | Nina TV         | The Life We Lead      | 15 de maio de 2017      | presente                 | Segunda a Sexta   | 20:00   | [ 72 ]        |
| Libéria                        | Nina TV         | The Life We Lead      | 15 de maio de 2017      | presente                 | Segunda a Sexta   | 20:00   | [ 72 ]        |
| Serra Leoa                     | Nina TV         | The Life We Lead      | 15 de maio de 2017      | presente                 | Segunda a Sexta   | 20:00   | [ 72 ]        |
| Namíbia                        | Nina TV         | The Life We Lead      | 15 de maio de 2017      | presente                 | Segunda a Sexta   | 21:00   | [ 72 ]        |
| Nigéria                        | Nina TV         | The Life We Lead      | 15 de maio de 2017      | presente                 | Segunda a Sexta   | 21:00   | [ 72 ]        |
| Botsuana                       | Nina TV         | The Life We Lead      | 15 de maio de 2017      | presente                 | Segunda a Sexta   | 22:00   | [ 72 ]        |
| Lesoto                         | Nina TV         | The Life We Lead      | 15 de maio de 2017      | presente                 | Segunda a Sexta   | 22:00   | [ 72 ]        |
| Malawi                         | Nina TV         | The Life We Lead      | 15 de maio de 2017      | presente                 | Segunda a Sexta   | 22:00   | [ 72 ]        |
| Essuatíni                      | Nina TV         | The Life We Lead      | 15 de maio de 2017      | presente                 | Segunda a Sexta   | 22:00   | [ 72 ]        |
| África do Sul                  | Nina TV         | The Life We Lead      | 15 de maio de 2017      | presente                 | Segunda a Sexta   | 22:00   | [ 72 ]        |
| Zâmbia                         | Nina TV         | The Life We Lead      | 15 de maio de 2017      | presente                 | Segunda a Sexta   | 22:00   | [ 72 ]        |
| Zimbabwe                       | Nina TV         | The Life We Lead      | 15 de maio de 2017      | presente                 | Segunda a Sexta   | 22:00   | [ 72 ]        |
| Quénia                         | Nina TV         | The Life We Lead      | 15 de maio de 2017      | presente                 | Segunda a Sexta   | 23:00   | [ 63 ]        |
| Sudão                          | Nina TV         | The Life We Lead      | 15 de maio de 2017      | presente                 | Segunda a Sexta   | 23:00   | [ 63 ]        |
| Sudão do Sul                   | Nina TV         | The Life We Lead      | 15 de maio de 2017      | presente                 | Segunda a Sexta   | 23:00   | [ 63 ]        |
| Tanzânia                       | Nina TV         | The Life We Lead      | 15 de maio de 2017      | presente                 | Segunda a Sexta   | 23:00   | [ 63 ]        |
| Uganda                         | Nina TV         | The Life We Lead      | 15 de maio de 2017      | presente                 | Segunda a Sexta   | 23:00   | [ 63 ]        |
| Gana                           | TV3             | The Life We Lead      | —                       | —                        | —                 | —       | [ 73 ]        |
| Paquistão                      | Plus Max        | —                     | —                       | —                        | —                 | —       | [ 74 ]        |
| Mongólia                       | TV5             | —                     | —                       | —                        | —                 | —       | [ 75 ]        |
| Vietname                       | Las Viet        | —                     | —                       | —                        | —                 | —       | [ 76 ]        |

## Repercussão

### Crítica
Jorge Luiz Brasil, editor-chefe da revista especializada Minha Novela, apresentou crítica favorável ao primeiro capítulo da trama, com a estreia totalmente centrada nos personagens da família de Ana (Fernanda Vasconcellos), indicando que a autora levaria pelo menos os três capítulos iniciais para apresentar os demais tipos que criou. A estratégia permitiria assim que público conhecesse bem cada um dos personagens. Segundo o crítico, o elenco cumpriu bem seu papel, destacando-se Marjorie Estiano e Ana Beatriz Nogueira, com uma curiosidade: a atriz viver a mesma situação que sua personagem em Insensato Coração, ao flagrar o marido em adultério. Destacou ainda o trabalho de Rafael Cardoso em sua estreia como protagonista.

### Audiência
Exibição original
O primeiro capítulo, em 26 de setembro de 2011, obteve 23 pontos na medição do Ibope em São Paulo, No capítulo de 28 de dezembro, a novela voltou a marcar 27 pontos. O recorde foi atingido pela segunda vez. A primeira havia sido em 23 de novembro. O último capítulo, em 2 de março de 2012 registrou 24,2 pontos, com picos de 28, a pior média de um desfecho de novela para o horário das seis horas nos últimos três anos desde Negócio da China (23 pontos), ficando atrás de sua antecessora Cordel Encantado, que marcou 30 no último capítulo.
A novela de Lícia Manzo terminou com média geral de 21,8 pontos na Grande São Paulo.
Reprise
O primeiro capítulo, em 1.º de março de 2021, registrou 18,9 pontos. No oitavo capítulo, a novela atinge 19,5 pontos. Em 18 de março, a novela registra 23,6 pontos.
Em 24 de junho, registra seu menor índice com 14,9 pontos. O último capítulo registrou 20,1 pontos. Teve média geral de 19,4 pontos, apresentando desempenho mediano na faixa. Porém, teve boa aceitação nas redes sociais.
Ao longo de sua exibição, oscilava na casa dos 20 pontos a partir de sua segunda semana. Porém, a partir do seu terceiro mês, passou a ficar na média dos 19 pontos, chegando a 20 em poucos momentos.

### Prêmios e indicações
| Ano  | Prêmio                    | Categoria                  | Indicação                           | Resultado | Ref    |
| ---- | ------------------------- | -------------------------- | ----------------------------------- | --------- | ------ |
| 2011 | Prêmio Quem de Televisão  | Melhor Atriz               | Ana Beatriz Nogueira                | Indicada  | [ 89 ] |
| 2011 | Prêmio Quem de Televisão  | Melhor Atriz Coadjuvante   | Marjorie Estiano                    | Venceu    | [ 89 ] |
| 2011 | Melhores do Ano           | Melhor Ator ou Atriz Mirim | Jesuela Moro                        | Venceu    | [ 90 ] |
| 2011 | Melhores do Ano de Caras  | Melhor mocinha de novelas  | Marjorie Estiano                    | Venceu    | [ 91 ] |
| 2011 | Prêmio Noveleiros         | Melhor Novela              | Lícia Manzo                         | Venceu    | [ 92 ] |
| 2012 | Prêmio Contigo! de TV     | Melhor Novela              | Lícia Manzo                         | Indicada  | [ 93 ] |
| 2012 | Prêmio Contigo! de TV     | Melhor Autor               | Lícia Manzo                         | Venceu    | [ 93 ] |
| 2012 | Prêmio Contigo! de TV     | Melhor Atriz de Novela     | Ana Beatriz Nogueira                | Indicada  | [ 93 ] |
| 2012 | Prêmio Contigo! de TV     | Melhor Atriz de Novela     | Fernanda Vasconcellos               | Indicada  | [ 93 ] |
| 2012 | Prêmio Contigo! de TV     | Melhor Atriz de Novela     | Marjorie Estiano                    | Indicada  | [ 93 ] |
| 2012 | Prêmio Contigo! de TV     | Melhor Ator de Novela      | Rafael Cardoso                      | Indicado  | [ 93 ] |
| 2012 | Prêmio Contigo! de TV     | Melhor Ator de Novela      | Thiago Lacerda                      | Indicado  | [ 93 ] |
| 2012 | Prêmio Contigo! de TV     | Melhor Atriz Coadjuvante   | Gisele Fróes                        | Indicada  | [ 93 ] |
| 2012 | Prêmio Contigo! de TV     | Melhor Atriz Coadjuvante   | Nicette Bruno                       | Indicada  | [ 93 ] |
| 2012 | Prêmio Contigo! de TV     | Melhor Atriz Coadjuvante   | Regiane Alves                       | Indicada  | [ 93 ] |
| 2012 | Prêmio Contigo! de TV     | Melhor Ator Coadjuvante    | Stênio Garcia                       | Indicado  | [ 93 ] |
| 2012 | Prêmio Contigo! de TV     | Melhor Atriz Infantil      | Anna Rita Cerqueira                 | Indicada  | [ 93 ] |
| 2012 | Prêmio Contigo! de TV     | Melhor Atriz Infantil      | Jesuela Moro                        | Venceu    | [ 93 ] |
| 2012 | Prêmio Contigo! de TV     | Melhor Atriz Infantil      | Pietra Pan                          | Indicada  | [ 93 ] |
| 2012 | Prêmio Contigo! de TV     | Melhor Ator Infantil       | Kaic Crescente                      | Indicado  | [ 93 ] |
| 2012 | Prêmio Contigo! de TV     | Melhor Ator Infantil       | Victor Navega Motta                 | Indicado  | [ 93 ] |
| 2012 | Prêmio Contigo! de TV     | Melhor Diretor de Novela   | Jayme Monjardim e Fabrício Mamberti | Indicados | [ 93 ] |
| 2012 | Prêmio Extra de Televisão | Melhor Novela              | Lícia Manzo                         | Indicada  | [ 94 ] |
| 2012 | Prêmio Extra de Televisão | Melhor Atriz               | Marjorie Estiano                    | Indicada  | [ 94 ] |
| 2012 | Prêmio Extra de Televisão | Revelação Infantil         | Jesuela Moro                        | Indicada  | [ 94 ] |

## Trilha Sonora
| N.º | Título                                      | Música            | Personagem        | Duração |  |
| 1.  | "Oração Ao Tempo"                           | Maria Gadú        | Abertura          |         |  |
| 2.  | "Aonde Quer Que Eu Vá"                      | Herbert Vianna    | Ana e Rodrigo     |         |  |
| 3.  | "Dona Cila"                                 | Milton Nascimento |                   |         |  |
| 4.  | "Recomeçar (Volver a Comenzar)"             | Tânia Mara        | Ana               |         |  |
| 5.  | "Sou Eu"                                    | Chico Buarque     | Iná e Laudelino   |         |  |
| 6.  | "Não Dá Mais Pra Segurar (Explode Coração)" | Zizi Possi        | Dora e Marcos     |         |  |
| 7.  | "Pais E Filhos"                             | Legião Urbana     |                   |         |  |
| 8.  | "Ovelha Negra"                              | Rita Lee          | Nanda             |         |  |
| 9.  | "Nossa Música"                              | Liah Soares       |                   |         |  |
| 10. | "A Idade Do Céu (Le Edad Del Cielo)"        | Moska             | Rodrigo e Manuela |         |  |
| 11. | "As Coisas Tão Mais Lindas"                 | Cássia Eller      |                   |         |  |
| 12. | "Todo Sentimento"                           | Elba Ramalho      |                   |         |  |
| 13. | "Atrás Da Porta"                            | Marina Elali      | Celina e Lourenço |         |  |
| 14. | "Sensações"                                 | Paula Fernandes   |                   |         |  |

E ainda
1. Mais Feliz – Bebel Gilberto
2. Serene – Gal Costa
3. Esotérico – Paula Toller
4. Era Só Pra Ser - Maurício Manieri

### Internacional
- O CD não foi lançado comercialmente, porém as músicas foram divulgadas no site da novela como parte integrante da trilha internacional.

1. My Love – Julio Iglesias & Stevie Wonder
2. Is This Love – Corinne Bailey Rae
3. Georgia on My Mind – Michael Bublé
4. You Are So Beautiful – André Leonno (tema de Laura e Lúcio)
5. L’amour – Ana Cañas
6. Gave Me a Name – Tiago Iorc (tema de Nina e Rodrigo)
7. Three Little Birds – Gilberto Gil (tema de locação: Gramado)
8. Days Even Years – Dan Arborise
9. Let The Music Play – Laura Vane
10. Skycraper – Ganga
11. Melodies – Belladona
12. Meantime – Ritchie
13. How Insensitive - Diana Krall (tema de Vitória e Mariano)
14. Manías - Thalía